# UFPC

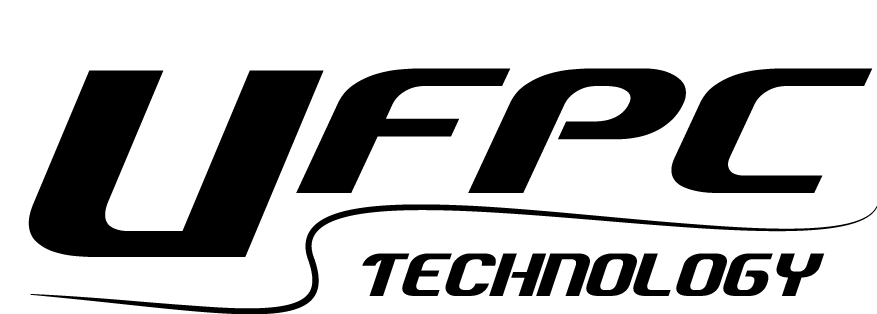
Logotipo oficial de la tecnología UFPC - Ultra Flexible Printed Circuits

Ultra Flexible Printed Circuits (UFPC), permiten que los componentes electrónicos tradicionales de silicio sean soldados directamente sobre el plástico. Ultra Flexible Printed Circuits (UFPC) permiten la aplicación de la tecnología de la Electrónica impresa al desarrollo de productos electrónicos para uso masivo, dirigiéndose a sectores de mercado  tales como la automoción, el transporte, dispositivos médicos, wearables, sensores, etc. Mientras la Electrónica Convencional aporta altas prestaciones y madurez, la Electrónica impresa aporta sustratos flexibles (Electrónica flexible) con altos volúmenes de producción, a un bajo coste  relativo en comparación con la Electrónica Convencional.
Las ventajas de la Tecnología UFPC permiten el ahorro de materiales empleados en la fabricación y la adaptación a procesos de impresión en rollo para grandes volúmenes de fabricación, produciendo el ahorro de costes.
UFPC Technology es ultra low cost, ultra delgada y ultra flexible. Los circuitos flexibles impresos de cobre son extremadamente delgados en espesores que pueden ir desde los 30 a los 200 micrómetros y consisten en trazas de cobre de alta conductividad impresas sobre un sustrato plástico de bajo coste.
Los circuitos UFPC se pueden configurar en diferentes tamaños según la aplicación, siendo aptos para su aplicación tanto en superficies planas, como en superficies curvadas y flexibles. El ancho máximo del circuito impreso es actualmente de 300 mm, no existiendo realmente un límite para la longitud, debido a que el proceso de impresión electrónica se realiza en plásticos que se proveen en formato de rollos de gran longitud.
UFPC permiten el montaje de componentes SMD soldados sobre el plástico. Conforme resulte tecnológicamente factible la impresión de componentes electrónicos estandarizados y de tolerancias ajustadas, como por ejemplo resistencias y transistores, se irá realizando la sustitución de los actuales componentes SMD convencionales, por los mismos componentes totalmente impresos, reduciéndose de forma significativa los costes de producción actuales mediante esta nueva tecnología impresa de generación de circuitos.
Los circuitos se imprimen con cobre, el metal con mejor relación conductividad/coste de entre todos los conocidos. El proceso de impresión elimina muchas de las etapas de producción las cuales se emplean habitualmente en los procesos sustractivos, como el etching, por lo que la producción resulta medioambientalmente más sostenible e igualmente los costes de producción resultan inferiores.
Los proceso de impresión posible son screen printing, impresión digital, rotativa, etc… Para el caso de impresión digital, no se requiere de ninguna pre-configuración física de los equipos de producción y la capacidad para cambios en el diseño resulta prácticamente inmediata. Ello permite la optimización de los  diseños  que se realicen sin apenas incurrir en costes.